# Malthodes zahradniki
Malthodes zahradniki is een keversoort uit de familie soldaatjes (Cantharidae). De wetenschappelijke naam van de soort werd in 1998 gepubliceerd door Svihla.